# Seven Deadly Sins, le film : Cursed by Light
Autre
Seven Deadly Sins, le film : Cursed by Light (七つの大罪：光に呪われし者たち, Nanatsu no Taizai - Cursed by Light) est le deuxième film d'animation issu du manga Seven Deadly Sins de Nakaba Suzuki, qui est sortie le 2 juillet 2021 en salle japonaise.

## Synopsis
Six mois ont passé depuis que les Seven Deadly Sins ont vaincu le Roi Démon mettant fin à la Guerre Sainte.
Meliodas et Elizabeth partent en voyage avant leur mariage et leur couronnement tandis que King et Diane célèbrent le leur.
Mais des troupes de fées et de géants attaquent le royaume des enfers, le mariage de King et Diane et le royaume de Liones.
Leur objectif : s'en prendre aux Seven Deadly Sins et leurs amis qui Saboté la Guerre Sainte !

## Fiche technique
- Titre original : 七つの大罪：光に呪われし者たち (Nanatsu no Taizai: Hikari no Norowareshi Mono-tachi)
- Titre traduit en français : Les Sept Péchés Capitaux, le film : Maudit par la lumière
- Titre traduit en anglais : The Seven Deadly Sins, le film : Cursed by Light
- Directeur : Takayuki Hamana
- Scénario : Rintarō Ikeda
- Histoire : Nakaba Suzuki
- Musique : Kohta Yamamoto et Hiroyuki Sawano
- Directeur d’animation :
- Character design :
- Studio d’animation : Studio Deen
- Distributeur : Toei Company
- Durée : 79 minutes
- Dates de sortie
  -  Japon : 2 juillet 2021[1]
  -  France : 1er octobre 2021 sur Netflix

## Doublage
| Personnages      | Personnages      | Voix japonaises   | Voix françaises     |
| ---------------- | ---------------- | ----------------- | ------------------- |
| Méliodas         | Méliodas         | Yūki Kaji         | Benjamin Bollen     |
| Elizabeth        | Elizabeth        | Sora Amamiya      | Adeline Chetail     |
| Hawk             | Hawk             | Misaki Kuno       | Patricia Legrand    |
| Diane            | Diane            | Aoi Yūki          | Caroline Mozzone    |
| Ban              | Ban              | Tatsuhisa Suzuki  | Arnaud Laurent      |
| King             | King             | Jun Fukuyama      | Enzo Ratsito        |
| Gowther          | Gowther          | Yūhei Takagi      | Jean-François Pagès |
| Merlin           | Merlin           | Maaya Sakamoto    | Francoise Escobar   |
| Escanor          | Escanor          | Tomokazu Sugita   | Vincent Ribeiro     |
| Zeldris          | Zeldris          | Yūki Kaji         | Patrice Baudrier    |
| Gelda            | Gelda            | Yuko Kaida        | Olivia Dutron       |
| Daria            | Daria            | Yuichi Nakamura   |                     |
| Dubs             | Dubs             | Shinichiro Kamio  | Bruno Méyère        |
| Divinité suprême | Divinité suprême | Kana Kurashina    | Nathalie Spitzer    |
| Bartra Liones    | Bartra Liones    | Rintarō Nishi     | Philippe Roullier   |
| Gerdha           | Gerdha           |                   | Isabelle Volpé      |
| Elaine           | Elaine           | Kotori Koiwai     | Bénédicte Rivière   |
| Matrona          | Matrona          | Rina Satō         | Myrtille Bakouche   |
| Dreyfus          | Dreyfus          | Katsuyuki Konishi | Hubert Drac         |
| Hendricksen      | Hendricksen      | Yūya Uchida       | Adrien Solis        |
| Gilthunder       | Gilthunder       | Mamoru Miyano     | Jérémy Bardeau      |
| Griamor          | Griamor          | Takahiro Sakurai  | Tony Marot          |
| Howser           | Howser           | Ryōhei Kimura     | Laurent Larcher     |
| Margaret Liones  | Margaret Liones  | Nana Mizuki       | Sylvie Ferrari      |
| Veronica Liones  | Veronica Liones  | Hisako Kanemoto   | Olivia Dutron       |
| Wild             | Wild             |                   | Thierry Kazazian    |
| Jericho          | Jericho          | Marina Inoue      | Isabelle Volpe      |
| Guila            | Guila            | Mariya Ise        | Nathalie Bienaimé   |
| Arthur Pendragon | Arthur Pendragon | Sachi Kokuryu     | Olivier Podesta     |
| Mael             | Mael             | Hiroki Tōchi      | Patrick Pellegrin   |